# Везеп
Везеп (нід. Wezep) — місто в нідерландській провінції Гелдерланд. Входить до муніципалітету Олдебрук.
Його площа становить 29,22км², а населення станом на 2021 рік складало 13 715 осіб.

## Галерея

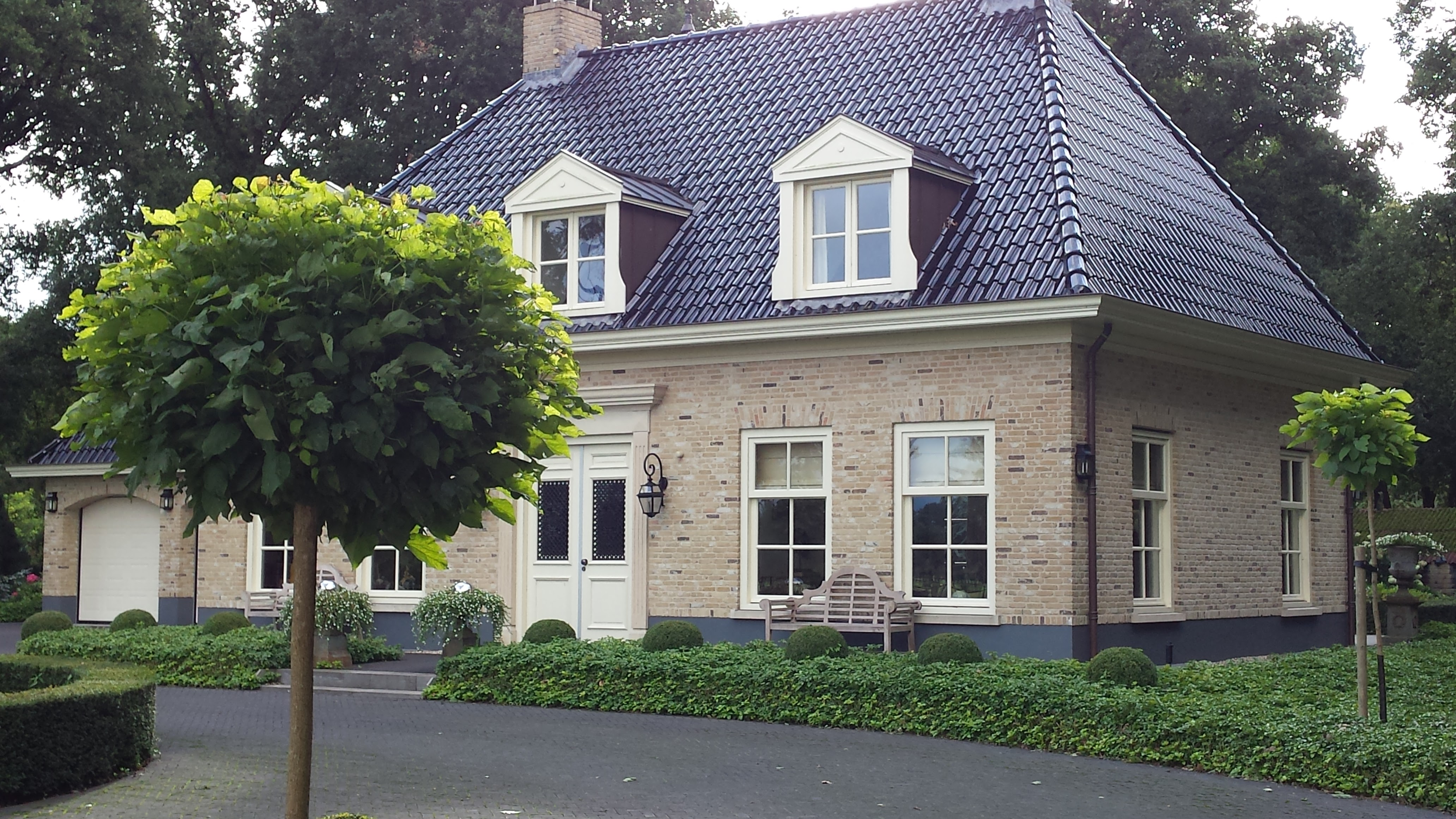
Будинок у Везепі
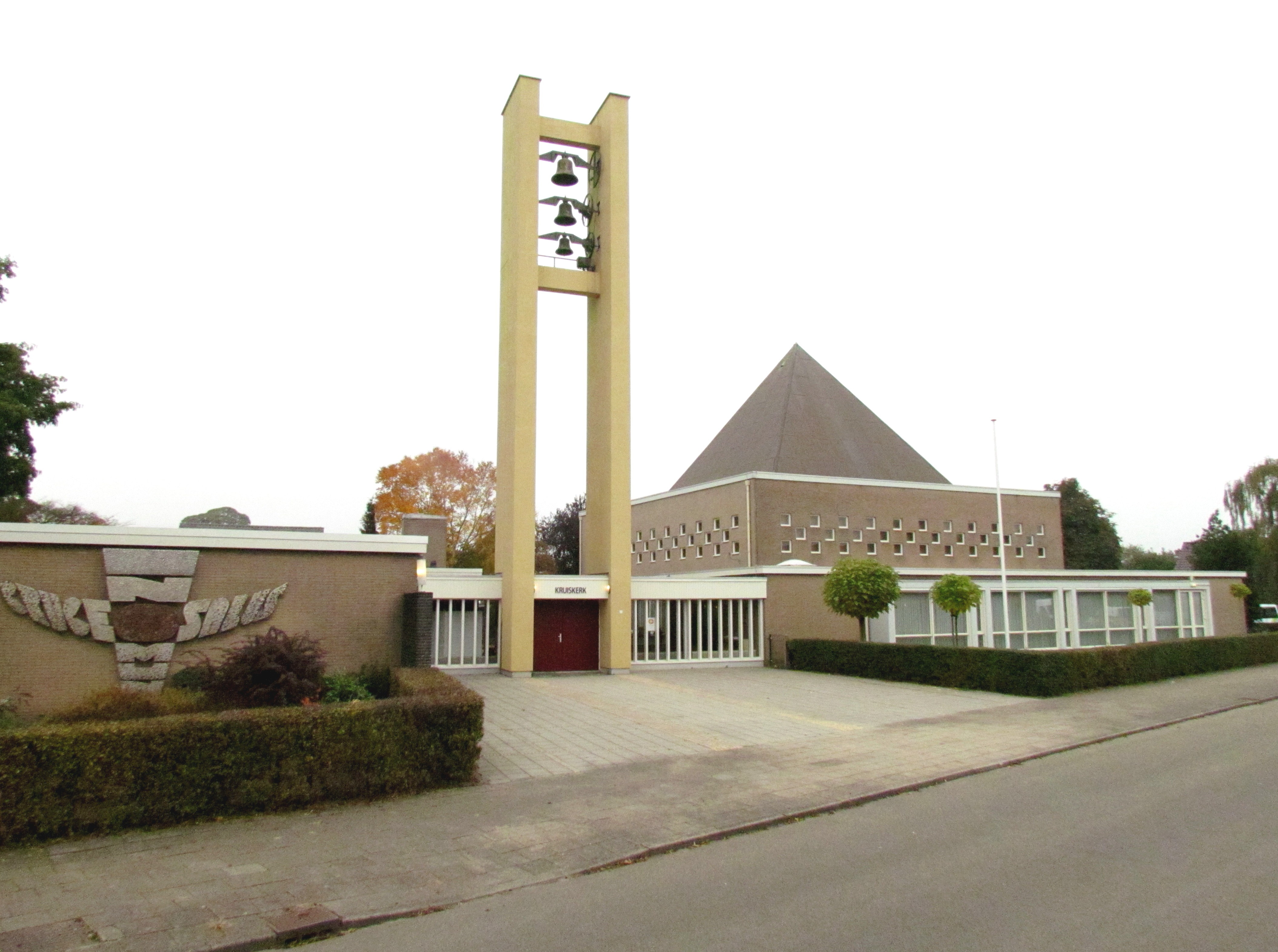
Церква
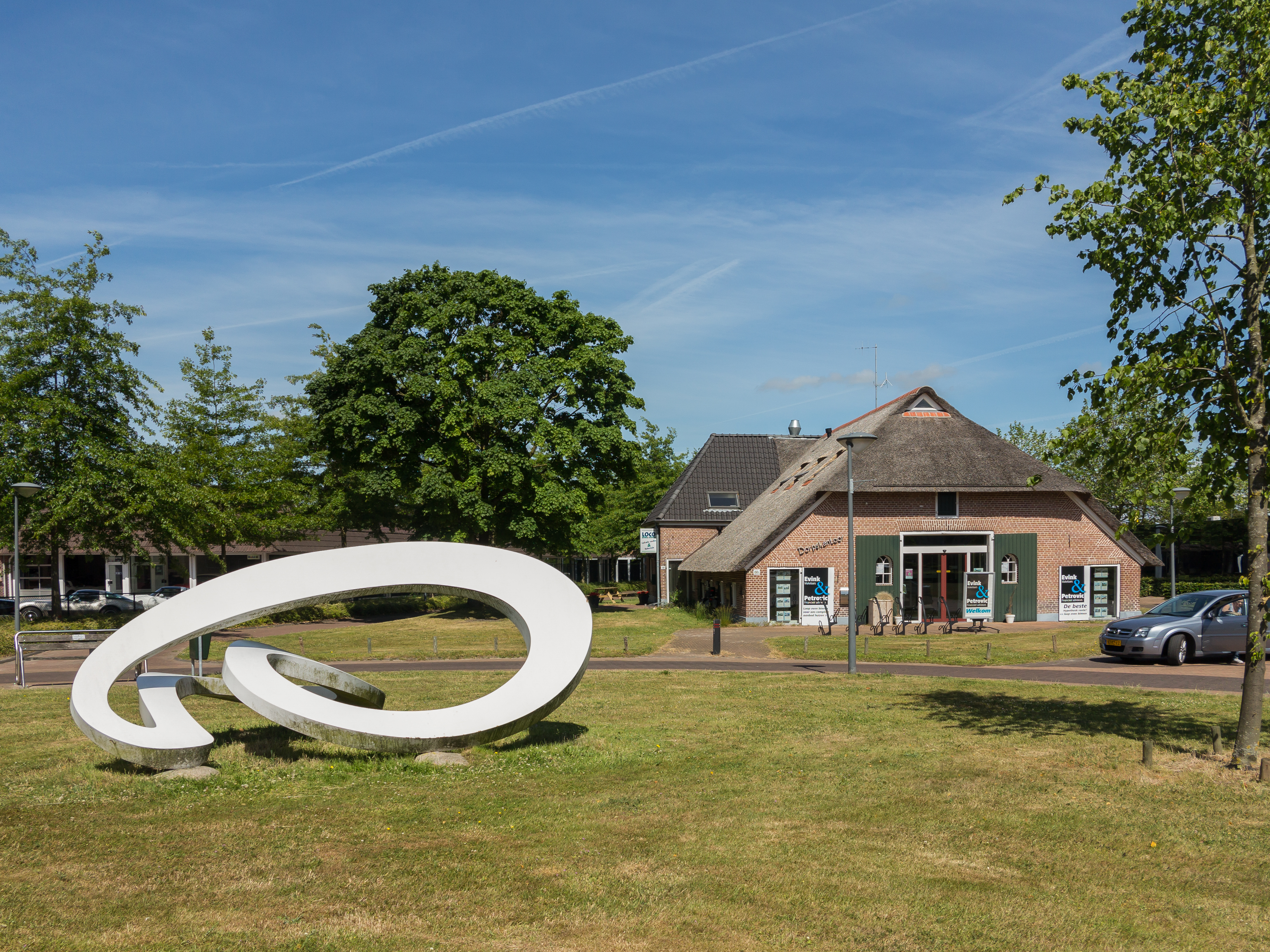
Сільський будинок